# Mai 1893

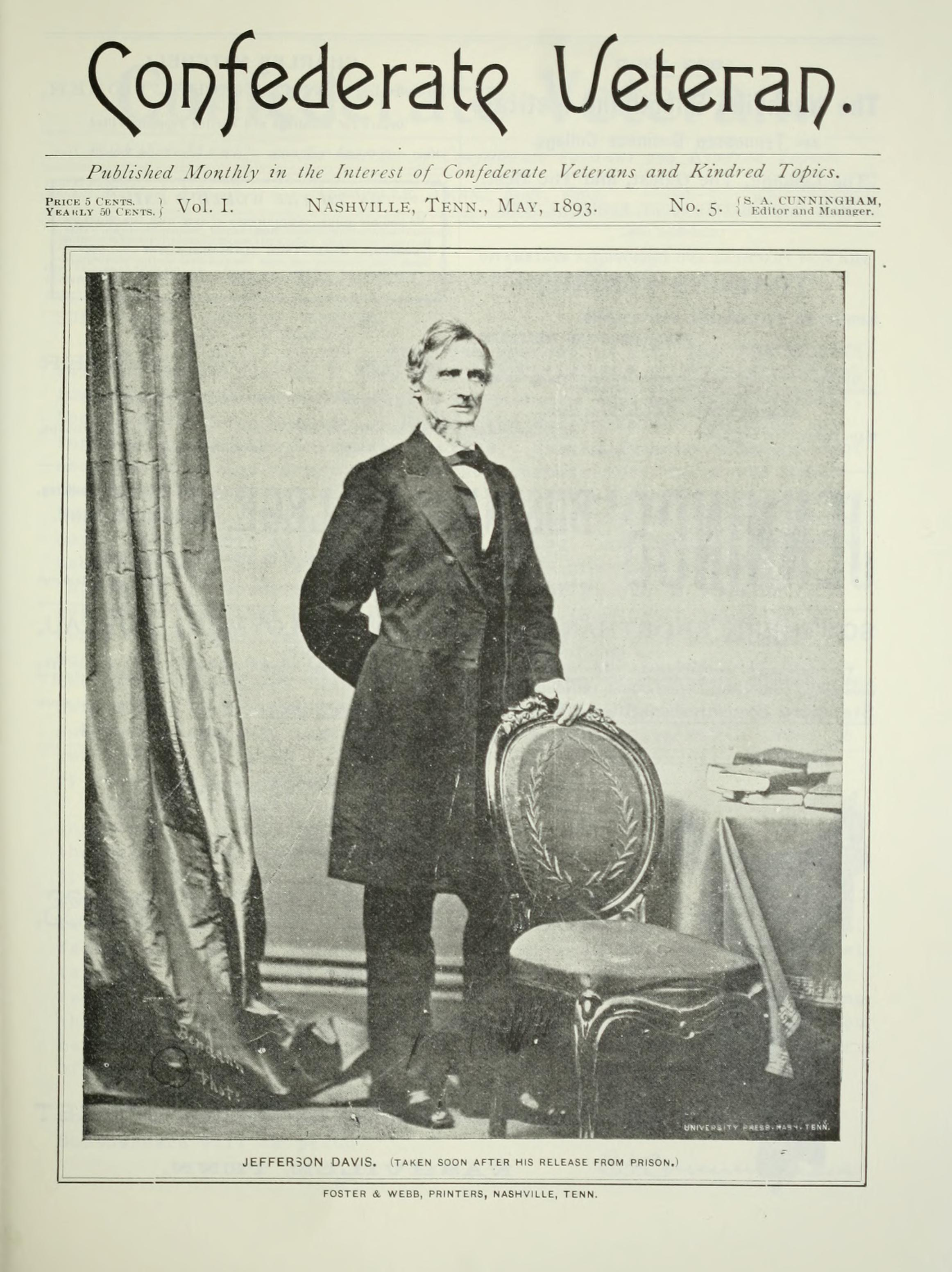
Couverture de vétéran confédéré, de mai 1893

## Événements
- 1er mai - 30 octobre : exposition universelle de 1893 à Chicago.

- 5 mai : panique de 1893. La Bourse de New York s'effondre, provoquant une dépression économique (1893-1897).

- 6 mai (Allemagne) : Caprivi dissout le Reichstag sur la question militaire. L’augmentation des effectifs fixée à 80 000 hommes divise les différents partis. Le compromis proposé par le Zentrum (60 000 hommes) est accepté par le gouvernement, mais rejeté par les députés. Lors des élections, seuls les partis de droite et les libéraux progresseront. En juillet, le service militaire est fixé à trois ans.

- 19 mai : Ahmadou, vaincu, échappe à Archinard et poursuit la résistance à l’est jusqu’à sa mort en 1895 dans la région de Sokoto.

- 29 mai : le Bouganda passe sous protectorat britannique.

- 30 mai : le rapport sur la réforme du statut de l’Algérie établi par une commission présidée par Jules Ferry est présenté au Sénat français[1], qui adopte les décrets de rattachement ainsi qu’une série de mesures qui sont essentiellement destinées à renforcer de façon significative les pouvoirs du gouvernement général.

## Naissances
- 2 mai : Ludwig Kasper, sculpteur autrichien († 28 août 1945).
- 5 mai : Dewey Soper, auteur et explorateur de l'Arctique canadien.
- 7 mai : Frank J. Selke, dirigeant au hockey sur glace.
- 23 mai : Jean Absil, compositeur belge († 1974).

## Décès
- 28 mai :
  - Felipe de Jesús Villanueva Gutiérrez, compositeur mexicain (° 5 février 1862).
  - Teha'apapa II, Reine polynésienne de Huahine et Maia'o.